# Nikolai Jakowlewitsch Oserezkowski
Nikolai Jakowlewitsch Oserezkowski (russisch Николай Яковлевич Озерецковский, wiss. Transliteration Nikolaj Jakovlevič Ozereckovskij; geb. 1750 im Ujesd Dmitrow, Gouvernement Moskau; gest. 12. März (28. Februar) 1827 in Sankt Petersburg) war ein russischer Naturforscher und Forschungsreisender.

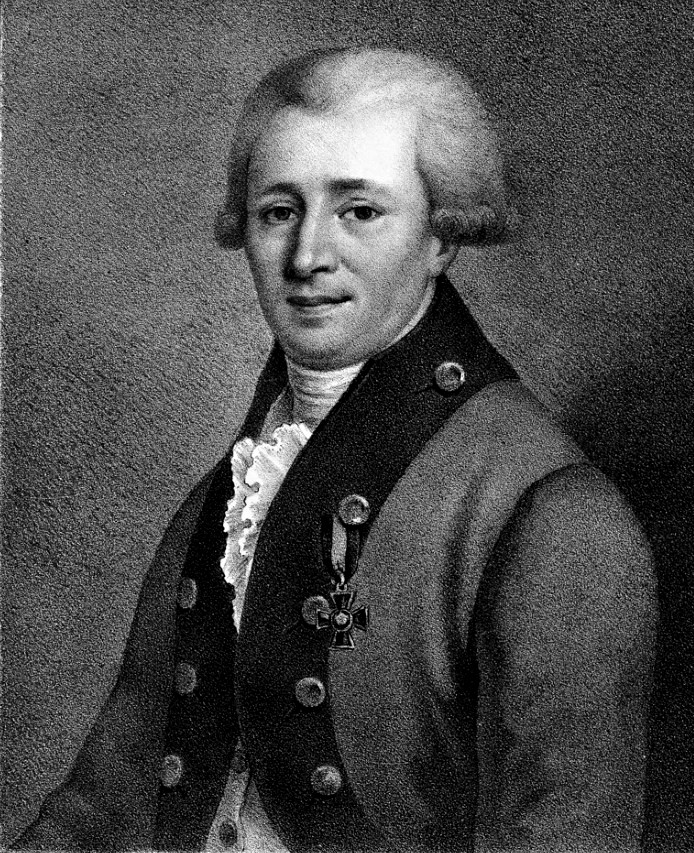
Nikolai Jakowlewitsch Oserezkowski

## Leben
Nikolai Oserezkowski wurde 1750 in die Familie eines Priesters geboren, zu der verschiedene weitere Angehörige des Priesterstandes zählten. Er war Professor für Naturgeschichte an der Universität von St. Petersburg. Er wurde 1782 Mitglied der Russischen Akademie der Wissenschaften, 1783 Mitglied der Russischen Akademie und 1801 ausländisches Mitglied der Königlich Schwedischen Akademie der Wissenschaften und mit dem Annenorden ausgezeichnet.

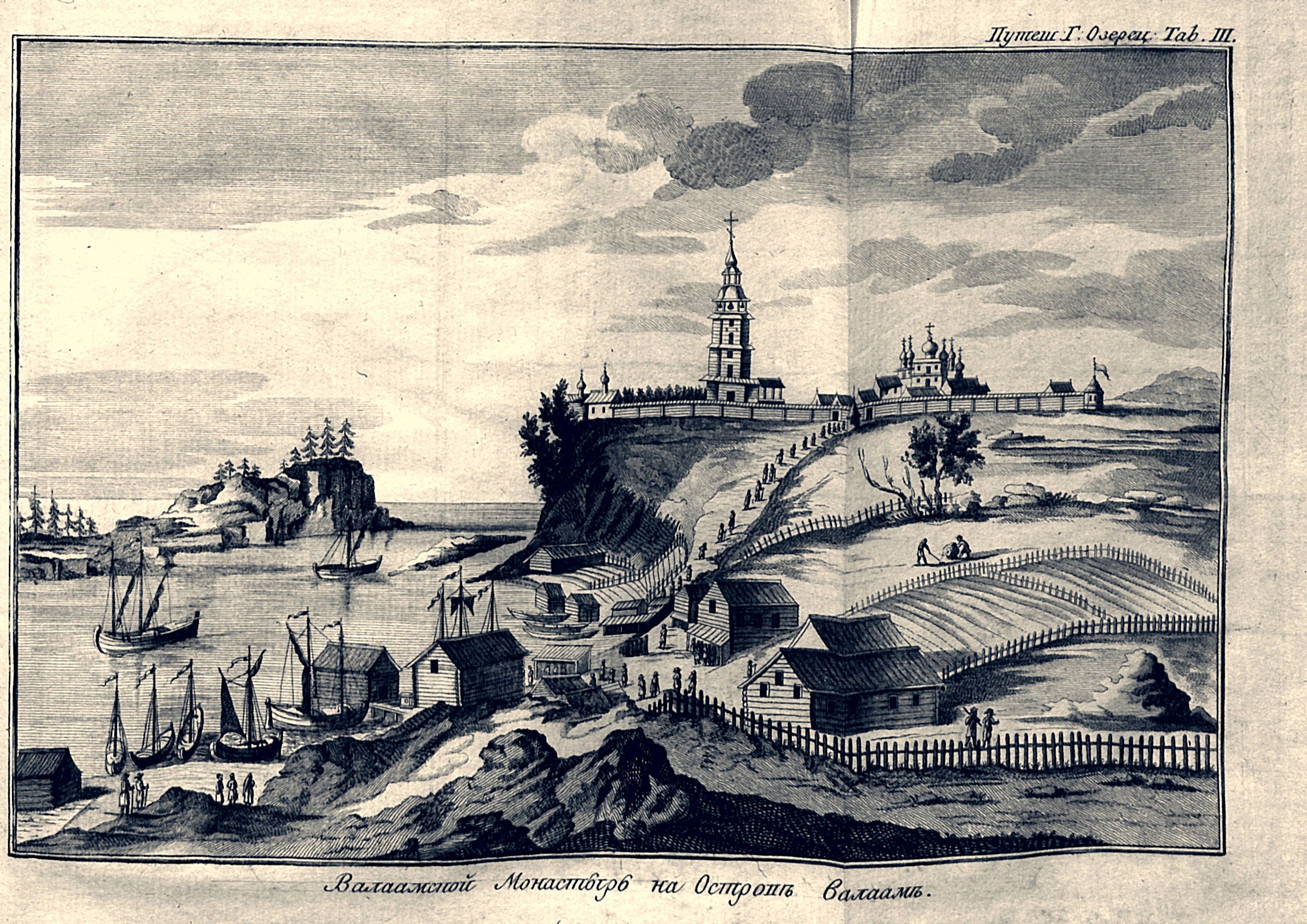
Das Kloster Walaam am Ende des 18. Jahrhunderts

Im Sommer 1785 schickte die Russische Akademie der Wissenschaften Oserezkowski auf eine Expedition, um den Ladoga- und den Onegasee zu untersuchen. Die Ergebnisse seiner Reise zu den Seen wurden sehr geschätzt und der Wissenschaftler wurde von seinen Kollegen gut aufgenommen.
Sein naturwissenschaftliches und ethnographisches Interesse war breit gefächtert, er veröffentlichte etwa hundert wissenschaftliche Werke über Botanik, Zoologie, Geografie, Medizin, russische Sprache und Literatur.
Oserezkowski war der letzte Direktor des vereinigten Akademischen Museums (Kunstkammer), das er bis zu seinem Tod leitete.
Er ist auf dem orthodoxen Smolensker Friedhof in Sankt Petersburg begraben.

## Verschiedenes
Die Sitzung der Russischen Akademie der Wissenschaften, bei der Immanuel Kant am 28. Juli 1794 zum auswärtigen Mitglied gewählt wurde, fand unter der Anwesenheit des Mathematikers Nikolaus Fuss (1755–1826) und von Nikolai Jakowlewitsch Oserezkowski statt, die auch das Gutachten für Alexander von Humboldt 1818 unterschrieben haben.

## Veröffentlichungen (Auswahl)
- «Описание развалин Болгаров, древнего татарского города» (в «Записках…» И. И. Лепёхина, Часть I, 1768);
- «Сведения о Кольском уезде» (1771);
- «Описание путешествия по Белому морю» (1772);
- «Известие о достопамятных народах, в прежние времена живших на северной стороне Дуная и морей Азовского, Чёрного и Каспийского» («Собрание сочинений, выбранных из месяцесловов на разные годы», 1776–1780);
- «Обозрение Онежского озера» («Месяцеслов исторический и географический на 1791 год», 1791);
- «Начальные основания естественной истории» (1792);
- «Описание города Колы» (1796);
- «Описание Колы и Астрахани из сочинений Н. Озерецковского» (1804);
- «Путешествие академика Н. Озерецковского по озёрам Ладожскому, Онежскому и вокруг Ильменя» (1792 и 1812);
- «Путешествие на озеро Селигер» (1817).